# Hook Reef
Hook Reef är ett rev på Stora barriärrevet i Australien.   Det ligger i delstaten Queensland. 